# علي رعاية شاه الثالث
السلطان علي رعاية شاه الثالث (توفي في 4 أبريل 1607) كان السلطان الحادي عشر لآتشيه في شمال سومطرة. كان حكمه قصيرًا ومضطربًا من 1604 إلى 1607 قبل أن يخلفه ابن أخته الأكثر شهرة إسكندر مودا.

## حكمه
السلطان مودا، السلطان علي المستقبلي، هو الابن الثاني للسلطان علاء الدين رعاية شاه السيد المكمل. وفي أوائل القرن السابع عشر، أصبح وصيًا على العرش مشاركًا لوالده المسن. وفي أبريل 1604، خُلِع السلطان القديم وتوج السلطان مودا تحت اسم السلطان علي رعاية شاه. تميزت فترة حكمه القصيرة بجفاف شديد تسبب في مجاعة وموت الكثير من الناس. علاوة على ذلك، عانت المملكة من عدم الاستقرار في الحكم. وفي عام 1605 خاض معركة مع شقيقه حسين. ثم مع ابن أخته إسكندر مودا. جاء حسين في تمرد مفتوح وأمر ابن أخته بقيادة قواته في حملة ضد العاصمة، لكن في النهاية رفض الجنود القتال، واعتقل إسكندر مودا.

## الهجوم البرتغالي ووفاة السلطان علي
كانت السلطات البرتغالية قلقة من سماح آتشيه بالتجارة مع شركة الهند الشرقية الهولندية، وأرادت إقامة حصن عند مصب نهر آتشيه ذي الأهمية الاستراتيجية. وأطلقوا أسطول تحت قيادة نائب الملك مارتيم أفونسو دي كاسترو ووصل إلى هناك في يونيو 1606. وبعد فشل المفاوضات مع السلطان، هاجم الغزاة. طلب إسكندر مودا من السلطان قيادة الجيش، وتمت الموافقة على طلبه؛ وفي المعركة التالية، توقف الهجوم البرتغالي. ربما سمع دي كاسترو عن قوة هولندية وجوهرية قوية هاجمت ملقا، وبالتالي ألغت الغزو.  نظرًا لعمله العسكري الفذ، حظي إسكندر مودا بتقدير كبير في القصر. عندما توفي السلطان علي فجأة في 4 أبريل 1607، حصل إسكندر مودا على ولاء حراس القصر من خلال الهدايا السخية، وأعطى الضباط وعودًا مغرية، وهدد القاضي الذي عارض تنصيبه. وفي نفس اليوم الذي توفي فيه عمه، تمكن من اعتلاء العرش. وتحت حكمه وصلت آتشيه إلى ذروتها السياسية.